# Ananthagiri, Suryapet
Ananthagiri là một trong 23 mandal thuộc huyện Suryapet district, bang Telangana.